# Церква святих мучениць Віри, Надії, Любові та їх матері Софії (Шумськ)
Церква святих мучениць Віри, Надії, Любові та їх матері Софії в Шумську — парафія і храм греко-католицької громади Збаразького деканату Тернопільсько-Зборівської архієпархії Української греко-католицької церкви в місті Шумськ Тернопільського району Тернопільської области.

## Історія церкви
Парафія утворена та офіційно зареєстрована за ініціативою вірних УГКЦ у вересні 2002 року. Вже у листопаді 2003 року було завершено будівництво дерев'яного храму, проєкт якого розробив архітектор Михайло Нетриб'як.
Будівництво стало можливим завдяки пожертвам благодійної організації «Церква в потребі», вірних парафії та єпархії. Наразі в церкві встановлено тимчасовий іконостас, а розпис ще не виконано.
Храм освятив владика Михаїл Сабрига 8 листопада 2003 року.
У 2012 році збудовано дзвіницю, яку, разом із новопридбаним дзвоном, освятив синкел у справах мирян Тернопільсько-Зборівської митрополії о. Павло Репела 30 вересня того ж року.
Парафію відвідували з візитаціями:
- 8 листопада 2003 року — владика Михаїл Сабрига.
- У листопаді 2009 року — владика Василій Семенюк.

При парафії діє Марійська дружина.

## Парохи
- о. Богдан Коваль (2003—2010),
- о. Йосип Мандро (2010—2013),
- о. Тарас Громяк (з 24 жовтня 2013).